# Netscape (datorprogram)
Netscape Navigator (f.d. Netscape Browser och Netscape Communicator) är en webbläsare som är utvecklad av Netscape Communications Corporation, som numera ägs av America Online och i praktiken bara finns kvar till namnet. Netscapes webbläsare bygger under senare tid på öppen källkod från Mozilla Firefox men innehåller också vissa kommersiella delar vars källkod inte är öppen. Den senaste versionen av webbläsaren är 9.0.0.5.
Netscape Navigator tog vid efter betaversionerna av Mosaic Netscape 1994, och var från mitten till slutet av 1990-talet den marknadsledande webbläsaren. Sommaren 1995 hade Netscape enligt vissa mätningar 80 procent av marknaden.
Företaget Netscapes succéartade börsintroduktion kan ses som början på IT-bubblan.

## Historia
Netscape skapades av Marc Andreesen och Jim Clark som egentligen tänkt bygga ett nätbaserat spelcommunity för Nintendo 64. De nådde aldrig ett avtal och började istället arbeta på den första versionen av Netscape då de inspirerats av framgångarna för en av de första webbläsarna Mosaic. Webbläsaren de byggde kallades Mosaic Netscape 0.9 och lanserades den 13 oktober 1994. Användningen av Mosaic i namnet berodde på att Netscapes första anställda var de som skapat Mosaic men företaget tvingades snart att ändra namnet till Netscape Navigator för att undvika konflikter med NCSA. Arbetsnamnet för webbläsaren var ”Mozilla”, en sammandragning av ”Mosaic killer” vilket speglar ambitionen att slå Mosaic som den dominerande webbläsaren. Sommaren 1995 hade Netscape 80 procent av marknaden enligt vissa mätningar. Hösten samma år introducerades Netscape på börsen och företaget värderades till 2,9 miljarder amerikanska dollar. Marc Andreesen var under den tiden en frontfigur för den blomstrande internetekonomin.
Hösten 1995 släppte Microsoft Internet Explorer 1.0 tillsammans med Windows 95. Strategin från Microsoft att släppa Internet Explorer gratis tillsammans med Windows ledde till att de blev anklagade för att missbruka sin dominerande ställning på operativsystemmarknaden. Internet Explorers introduktion blev början på slutet för Netscapes dominans.

### Netscape Navigator blir öppen källkod
I samband med att Internet Explorer lanserades förstod företaget Netscape att konkurrensen från Microsoft skulle komma att ge stora konsekvenser för deras webbläsare, och det skulle därför krävas åtgärder för att inte förlora det fäste de hade på marknaden. Den 22 januari 1998 gav Netscape ett pressmeddelande där de tillkännagav att de tänkte släppa källkoden till Netscape Navigator 4 fri. Åsikterna gick kraftigt isär om huruvida det var rätt eller fel; Netscape hoppades på att programmerare från hela världen skulle hjälpa Netscape att utveckla nästa version, inspirerat av operativsystemet GNU/Linux som nått stora framgångar med liknande modell. Samma höst köpte den amerikanska internetleverantören AOL Netscape för 4,2 miljarder amerikanska dollar.
Det visade sig att det var svårt att komma vidare med den gamla Netscape-källkoden. Den hade byggts på och förbättrats steg för steg under många år tills den blev för komplicerad. Netscape tvingades därför fatta ett beslut om att börja om från början och sa upp de ursprungliga programmerarna från Netscape. Det nya projektet fick namnet Mozilla och efter flera års arbete släpptes Mozillas version 1.0 den 5 juni 2002. Denna webbläsare släpptes även, i en version något modifierad av Netscape Communications, under namnet Netscape 6. Senare kom även Netscape 7 som bygger på en senare version av Mozilla. Mozilla utvecklas idag främst av frivilliga utvecklare och med Mozilla Firefox som är en del av det ursprungliga Mozilla, har man återtagit en del av webbläsarmarknaden.

### Sista åren
Netscapes sista utgåva, Netscape Browser 9, är byggd på Mozilla Firefox. Sedan version 8 ger den användaren möjlighet att använda två HTML-motorer som man lätt kan växla mellan. De två HTML-motorerna är
- HTML-motorn Gecko som används bl.a. i Netscape 6/7, Mozilla och Mozilla Firefox. Denna har bra stöd för de standarder, till exempel CSS 2.1, som rekommenderas av W3C. Behovet för sådana standarder växer hela tiden.
- Internet Explorers HTML-motor, som används i Internet Explorer och en mängd andra program. Denna krävs för att visa en del webbsidor, då dessa sidor kan ha dåligt stöd för andra webbläsare.

28 december 2007 meddelade AOL att man från 1 februari 2008 inte längre erbjuder något användarstöd för någon av versionerna av Netscape. Anledningen är den lilla marknadsandel på omkring 0,6 procent webbläsaren hade.

## Netscapes utgivningshistorik
- Mosaik Netscape. Allmän betaversion. September – november 1994.
- Netscape Navigator. November (beta)/officiellt 15 december 1994 – oktober 1997.
- Netscape Navigator / Communicator. Juni 1997 – november 1998.
- Netscape Communicator. Oktober 1998 – augusti 2002.
- (Netscape 5 släpptes aldrig)
- Netscape 6 november 2000 – maj 2002.
- Netscape 7 augusti 2002 – augusti 2004.
- Netscape Browser. November 2004 – april 2007.
- Netscape Navigator. Juni 2007 – 20 februari 2008.